# Estrella binaria cataclísmica
Una estrella binaria cataclísmica, o simplemente binaria cataclísmica, es una estrella binaria cuyas componentes, muy próximas entre sí, son una enana blanca —estrella primaria— y una enana naranja o roja —estrella secundaria—. La estrella secundaria está distorsionada por el fuerte campo gravitatorio de la estrella primaria, cuya masa puede ser de hasta 1,44 masas solares. El gas rico en hidrógeno proveniente de la estrella secundaria entra en un disco de acreción que rodea la enana blanca, para posteriormente caer hacia esta última y "arder" violentamente en una reacción nuclear, transformándose el hidrógeno en helio. Ello aumenta drásticamente el brillo de la estrella, fenómeno que se conoce como nova.
Se pueden distinguir dos grupos de variables cataclísmicas:
- Grupo no magnético, que es el mayoritario, e incluye las novas enanas (ejemplos: U Geminorum y SS Cygni) y las novas clásicas (ejemplos: GK Persei y T Aurigae) y recurrentes (ejemplos: T Pyxidis, RS Ophiuchi o T Coronae Borealis).

- Grupo magnético, en donde la presencia de un fuerte campo magnético en torno a la enana blanca afecta al flujo de acreción, por lo que podemos distinguir dos subgrupos:
  - Polares o variables AM Herculis, en donde el campo magnético tan fuerte que no permite la formación del disco de acreción, presentando el sistema rotación síncrona (ejemplo: AM Herculis).
  - Polares intermedias o variables DQ Herculis, en donde el campo magnético, aun siendo fuerte, sí permite la creación del disco de acreción (ejemplo: DQ Herculis).